# ウェザーニュースLiVE・サンシャイン
『SOLiVE サンシャイン』（ソライブ サンシャイン）は、ウェザーニューズ (WNI) が、2009年4月27日から2018年4月15日まで放送していた気象情報番組である。番組リニューアルに伴い2018年12月1日より『ウェザーニュースLiVE・サンシャイン』（ウェザーニュースライブ・サンシャイン）と番組タイトルが変更され、再スタート。

## 概要
ウェザーニューズの24時間動画生放送「SOLiVE24」で配信の気象情報番組。気象の話題を中心に、視聴者参加などのバラエティ番組的要素も盛り込まれている。インターネット配信のほか、BSデジタル放送（独立データ放送）910ch「ウェザーニュース」でも視聴できる。千葉県千葉市美浜区の幕張テクノガーデンB館2階にある、ウェザーニューズ・グローバルセンターの「ソラスタ」から生放送。異常気象や地震発生時（WNI分析で推定最大震度が3以上、もしくは不明の場合）は番組を中断し、幕張テクノガーデンB館24階にあるウェザーニューズ・グローバル予報センター（通称：予報センター）から最新情報を伝える。
2009年9月5日、本番組の土曜版『サタデー ソラマド サンシャイン』が開始（改編・統合により、10月2日に土曜版としての放送は終了）。2009年10月5日、2度目の改編により、これまでの月 - 土曜に加え、日曜日も放送開始。それに従い、全曜日同タイトル、同時刻での放送に統一される。2010年4月5日からの「SOLiVE24」春の改編に伴い、番組名が『SOLiVE サンシャイン』に、放送時刻も9時 - 12時に変更となった。
2010年11月15日の放送分から2012年9月23日放送分まで、タイトル表示は、水色のグラデーションカラー表記に加え左側の四角枠内に太陽が描かれたデザインとなっていた。また、2011年1月2日の放送分より、下段スクロール表示のリニューアルが行なわれ、右端に「SOLiVE24」と番組名の交互表示が開始された。当番組の文字カラーはタイトル表示と同じ水色表記である。
2011年2月7日の「SOLiVE24」番組改編に伴い、リニューアルを実施。天気関連情報をさらに充実させたものとなった。
2012年1月9日の放送分より、「SOLiVE24」番組改編に伴いリニューアルを実施。ソラテナ企画などといった気象面中心のコーナーを新設した。
2012年9月24日実施の「SOLiVE24」番組改編に伴い、放送時間が10時 - 13時に移動される。また、週1回ずつ河村さやかと澤田南が担当してきたが、改編以降は横町藍が週2回出演で復活した。（改編以降も堀田奈津水はそのまま）また、ソラピースを組み入れた新ソラスタでの放送と新しいジングルの使用開始、オープニングのアニメーションシーンもソラピースを含めた内容に一新された。当番組のグラデーションカラーは、オリーブ色とエメラルドグリーンである。なお、四角枠内のデザインと下段部スクロール表示は、改編前と同じで変更なし。
2013年1月の新キャスター登場に伴う出演番組変更により、江川清音が新たに担当となり、堀田と横町の出演がそれぞれ縮小となった。
2013年11月25日の「SOLiVE24」番組改編に伴い、放送時間が9時 - 12時に再度移動される。また同時に番組のリニューアルを実施した。
2014年4月7日の番組改編に伴い、番組内容のリニューアルを実施。
2014年11月10日の番組改編に伴い、キャスター体制および番組内容のリニューアルを実施。
2017年2月20日の番組改編に伴い、放送時間が8時 - 11時に変更。
2017年11月1日の番組改編に伴い、放送時間が9時 - 12時に変更。
2018年4月15日をもって「ウェザーニュースLiVE」へのリニューアルに伴い番組終了。
2018年12月1日の番組改編に伴い、「ウェザーニュースLiVE」サンシャインとして復活。放送時間が8時 - 11時に。

## 出演者
※2025年8月現在

### キャスター
- 山岸愛梨
- 江川清音
- 松雪彩花
- 白井ゆかり
- 高山奈々
- 駒木結衣
- 戸北美月
- 川畑玲
- 小林李衣奈
- 小川千奈
- 魚住茉由
- 青原桃香
- 福吉貴文
- 田辺真南葉
- 松本真央

### 予報センター
- 山口剛央
- 本田竜也
- 宇野沢達也
- 内藤邦裕
- 芳野達郎
- 森田清輝
- 飯島栄一

### 予報センター過去の出演者
- 園田憲治
- 須山洋治
- 安部大介
- 喜田勝
- 原田健成
- 草田あゆみ
- 浜俊一
- 坂本晃平
- 町田修一
- 森口哲夫
- 小津慎吾
- 小池由高
- 柳博
- 永井友理
- 山下裕也
- 葛谷春馬
- 吉井憲一
- 石河大
- 川畑玲[注釈 2]

### キャスター不在時の代理
- 喜田勝（2010年5月24日、5月25日、5月27日、5月31日、6月1日、2日、7日、8日、10日、22日、9月24日、9月27日、10月16日、10月22日、11月10日、2011年1月30日、6月15日、8月15日、8月20日、9月1日、9月2日、9月4日、9月11日、9月26日、10月10日、10月11日、10月15日、10月16日、10月17日、10月18日、11月6日、11月13日、12月22日、2013年8月14日、10月19日）
- 大澤有紗（2010年10月7日[注釈 3]・13日・23日 - 26日・11月3日・2011年1月31日・2月19日）
- 横町藍（2010年10月27日・2012年5月23日・5月25日・6月16日・6月17日・6月23日・6月24日・8月5日・8月14日・8月15日・2012年12月24日)
- 河村さやか（2011年7月17日・2013年8月3日）
- 江川清音（2012年5月22日・8月8日・11月29日）
- 原田健成 (2012年11月4日・12月25日・2013年1月2日・2月25日・3月4日・5月3日・4日・17日・24日・31日・6月7日・27日・12月29日）
- 福嶋貫太郎（2012年12月1日・12月10日・12月26日・2013年1月9日・2月24日・2月26日・3月2日・2014年4月14日・4月28日・5月1日・11月12日・2015年1月16日）
- 今田佐和子（2013年8月16日・8月23日・9月3日・9月16日・9月27日・10月17日・10月18日・10月25日・10月31日）
- 堀井雅世（2013年9月15日・9月29日・11月10日・11月18日）
- 森田清輝（2014年8月15日）
- 根来武志（2014年11月14日・12月25日・12月26日・2015年1月17日・3月20日）
- 須田浩子（2016年3月29日）
- 宇野沢達也（2015年7月16日・17日・8月3日）

以上は上記の出演者が事由により出演できないため、代演。
- 江川清音（2013年1月 - 2014年4月6日。週2～3回）

## 放送時間の変遷
| 期間                           | 放送時間                                                                              |
| ------------------------------ | ------------------------------------------------------------------------------------- |
| 2009年4月27日 - 2009年9月4日   | 月曜日-金曜日 8:00 - 11:00                                                            |
| 2009年9月5日 - 2009年10月3日   | 月曜日-金曜日 8:00 - 11:00／土曜日 9:00 - 12:00（「サタデー ソラマド サンシャイン」） |
| 2009年10月5日 - 2010年4月4日   | 月曜日-日曜日 8:00 - 11:00                                                            |
| 2010年4月5日 - 2012年9月23日   | 月曜日-日曜日 9:00 - 12:00                                                            |
| 2012年9月24日 - 2013年11月24日 | 月曜日-日曜日 10:00 - 13:00                                                           |
| 2013年11月25日 - 2017年2月19日 | 月曜日-日曜日 9:00 - 12:00                                                            |
| 2017年2月20日 - 2017年10月31日 | 月曜日-日曜日 8:00 - 11:00                                                            |
| 2017年11月1日 - 2018年4月15日  | 月曜日-日曜日 9:00 - 12:00                                                            |
| 2018年12月1日 -                | 月曜日-日曜日 8:00 - 11:00                                                            |

### 放送に関する備考
- 2010年1月1日は、特別番組『新春初日の出特番 拡大ソラマドサンシャイン』として、6時 - 11時[注釈 4] に拡大して放送した[注釈 5]。
- 2010年2月10日は、10時 - 12時5分の時間帯に特別番組『SHIRASEのお知らせ』を編成したため、8時 - 10時の短縮放送となった。
- 2010年7月14日は、西日本を中心に梅雨前線の発達による豪雨が起こり、前枠の『SOLiVE モーニング』に引き続き、終始M3[注釈 6] 体制の下、最新大雨・強風情報としてすべてのコーナーを休止して放送を行った。
- 2010年10月3日は、新潟県上越地方で震度5弱の地震が発生し、9時40分頃からM3体制に切り替え、最新地震情報として同時間以降のコーナーを休止して放送を行なった[注釈 7]。
- 2010年11月13日は、10時30分 - 12時に特別番組『Round Table Discussion in SHIRASE みんなで環境を考えるために～私たちが出来ること～』を編成したため、9時 - 10時30分までの短縮放送となった[注釈 8]。
- 2011年1月1日は、新春特別番組『お正月もみんなでソラをLiVEする』を6時 - 11時に放送した為、当番組としての放送は休止となった（前枠の『SOLiVEモーニング』と当番組を合体させた形での放送となった）[注釈 9]。
- 2011年9月3日は、中四国・近畿エリアを中心に台風12号の影響が広範囲に発生したため、前番組『SOLiVE モーニング』のM3体制を継続。最新台風・気象情報（交通情報を含む）を中心に予定していたコーナーを全て休止の上で放送された。
- 2011年9月8日は「減災ウィーク」の一環として、京都大学防災研究所の矢守克也教授を迎え、クロスロードを用いた避難時における行動を10時台前半に実施した[注釈 10]。
  - 翌9日も「減災ウィーク」の一環として、千葉市立海浜打瀬小学校の3年生を迎え、特別番組「予報士道場 地震や津波の対応を考えよう」と題して、10時台前半に放送された[注釈 11]。
- 2011年9月21日は、近畿エリアから東北エリアの広範囲にかけて台風15号接近に伴い、9月3日と同様な内容で放送された。
- 2011年12月18日は、通常使用しているソラスタが改装工事を行う関係で、15分早い11時45分で番組を終了した。
- 2012年1月1日は、通常の番組内で『SOLiVE サンシャイン 初詣DX』として放送された[注釈 12]。
- 2012年4月3日は、同日に開始する「おおさか減災プロジェクト」に合わせ、大阪府庁での協定締結式と共同記者発表の生中継を11時 - 11時30分に行なった[5][注釈 13]。
- 2012年4月27日は、SOLiVE24放送開始3周年を記念し、一部番組内容を変更して放送された。
- 2012年9月1日は、『減災特集 オープニング』を10時 - 12時に放送したため、当番組は8時55分 - 10時の1時間5分版で放送された。なお、開始が8時55分となったのは、9時に千葉市防災訓練が行われたことによるもの。
- 2013年1月1日は、『新春特番＆減災かるた大会』を9時 - 13時に放送したため、当番組は休止となった[注釈 14]。
- 2016年1月1日は、通常の番組内で、新春特番 みんなのやる気2016として放送された。

## 主な番組内容・タイムテーブル
※2019年7月現在。タイムテーブルは日によって時間が前後することがある。またラインナップについては、天気の変更により一部のコーナーが変更
- 今日のソラヨミ
- サンシャインリポート
- 最新気象解説
- ソラミッションチェック
- 洗濯天気予報
- トピッククイズ
- ウエザーニュースUPDETE
- 昼前ライフスタイル

### ソラマド時代のタイムテーブル
2010年3月現在
当番組のタイムテーブルは、生放送を前提に製作しているため、コーナーの開始時間が異なったり、コーナーが前後に交互する場合がある。また、異常気象や地震発生時は、コーナー企画を中断し、ウェザーニューズ予報センターから最新情報を伝える。気象状況によっては、前時間帯番組「SOLiVE Morning」の放送時間延長や、後時間帯番組「SOLiVE Afternoon」繰上げスタートが発生するため、当番組が短縮されることもある。
- 08:00- オープニング

メッセージテーマに合わせて募集告知等
- 08:05頃- きょうの服装は?

ホワイトボードに描いた4パターンの服装（半袖、長袖など、それぞれ着丈などが異なる）の中で、どれが最適かを視聴者からの投票で選んでいく。
- 08:15頃- 日の出写真館

ウェザーニュース会員から寄せられたリポートから、今日の日の出風景を紹介。どれがその日の「ベスト日の出」かを視聴者からの投票で選んでいく。
- 08:25頃- 全国の天気
- 08:35頃- ソラトモ リクエスト

メールで寄せられた、希望箇所の天気予報リクエストに、予報センターの気象予報士が答える。
- 08:45頃- 気圧気分カウントダウン[注釈 15]

全国12地域「沖縄地方/九州地方/中国・四国地方/近畿地方北中部/近畿地方南部/東海地方/北陸地方(新潟県を含む)/北関東地方/南関東地方/北東北地方/南東北地方(新潟県除く)/北海道地方」の気圧の上下の予想を、12星座占い風にカウントダウンして伝える。後に予報センターから順位及び気圧と気分の関係について解説が入る。
- 08:55頃- 全国の天気
- 09:05頃- ものほし日和 全国洗濯指数!

全国12都市「那覇・鹿児島・福岡・高知・広島・大阪・名古屋・東京・金沢・仙台・秋田・札幌」において、洗濯物が何時間程度で乾くか、乾かないかの予想値を伝える。 指数紹介後、予報センターから解説が入り、気象予報士よる「きょうの一言」が発表される。
- 09:15頃- 通勤天気アンケート

関東地方の電車通勤中ユーザーを対象に実施しているアンケートの結果を紹介する。10月7日より近畿地方、1月より名古屋圏のアンケート結果も追加された。
- 09:25頃- 全国の天気
- 09:30- サブキャスター登場（月-木・土・日曜）
- 09:35頃- 天気、ハズれてますよ?

予報センターと繋ぎ「予報ハズレ」のウェザーリポートに対して、外れた原因を探る。
- 09:45頃- ウェザーリポート&メール紹介[注釈 16]
- 09:55頃- 全国の天気
- 10:00頃- 朝のブレイクタイム[注釈 17]

全国各地の名産品、銘菓、人気メニューなどを、キャスター2人がスタジオで実食しつつ、メッセージテーマに合わせたメールを紹介する。
- 10:25頃- 全国の天気
- 10:30頃- ウェザーリポート&メール紹介
- 10:47頃- 気圧気分カウントダウン（※8時台と同内容。解説は無し）
- 10:52頃- 全国の天気
- 10:55頃 エンディング

### 過去のコーナー
- 気圧気分カウントダウン[注釈 18]

放送当日の各都道府県の気圧を、12エリアごとに占い形式で、なおかつコメント付きで発表していく。
- SAKULiVE

2011年2月28日より開始した「さくらプロジェクト」シーズン期間の限定企画。ウェザーリポートで寄せられた全国各地の桜のリポートを紹介する。
- お寝坊コール（※日曜日かつキャスターが堀田担当日に限る）

2010年10月改編から日曜日かつ短期間限定で実施していたコーナー。日曜は比較的仕事がお休みで朝早く起床しない方が多いことから、10時台に堀田が希望者に対して寝坊コールを行なう。内容は現SOLiVE トワイライトの1コーナー「おめざましコール」とほぼ同様であるが、希望者については前日中に堀田専用のメールアドレスから申し込む形となる。
- 図解 天気のミカタ（キャスターが堀田担当日に限る、 - 2012年1月6日）

ソラキャンバスを使用して、視聴者（サポーター）に向け、出演者と共に天気図や衛星画像から着目点を探る。
- 今朝の通勤天気まとめ[注釈 19]

通勤天気メールに寄せられたアンケート、コメント、遅延情報などを分析し、振り返る。交通気象センターより中継していたが、2011年12月22日で終了。
- 週間ニュース振り返り（月曜日のみ）

ウェザーニュースの携帯サイト「週間ニュース」に取り上げられた内容から、この1週間に起きた気象的な面や季節風物詩の出来事をウェザーリポートと共に振り返る。
- SAKULiVE（2012年3月28日 - 5月6日）

当該時間までに全国のウェザーリポーター会員から寄せられた桜リポートを紹介し、それを基に予報センターから開花時期ならびに見頃となる時期の解説を行なう。2012年シーズンより、キャスターはクロマキースタジオに移動して当コーナーを放送。
北海道を除く全域で桜の見頃シーズンが終了したことを受け、当コーナーも5月6日の放送をもって終了となった。
- ウェザーリポート送ってみた

毎日とあるテーマを出演キャスターが発表し、ウェザーリポーター会員が与えられた題名通りにウェザーリポートを送る。なお、題名通りに送られたウェザーリポートは、当番組の11時台後半に紹介していく。
2012年1月9日の放送分から9月23日まで行なっていた。
- ソラテナはてな

全国3000箇所のau基地局に設置されたソラテナについて、当該時間帯までに寄せられた体感報告などを紹介する。
- ものほし日和 全国洗濯指数[注釈 20]

放送当日に主な都道府県にて洗濯物が干せるか否かを、気圧気分カウントダウンと同様に、コメント付きで発表していく。
- 送りました!初めてのウェザーリポート

前日夜から当日朝にかけてリポーターから寄せられた初リポートを紹介。
- 日替わりソラキャンバス

日替わりのテーマで担当キャスターと絵を描く。出題テーマは当コーナー前のインターバル突入直前にキャスターから出される。以前はラインナップ掲載後に直ぐ利用できるものがあった。
2012年2月6日の放送分から、予め以下の決まったテーマに沿って進行することになったが、稀に「ソラキャンバス」だけのタイトルになる場合があった。
- - 月曜日 - あなた先週ナニシテタ？
  - 火曜日 - 今週のチャレンジ！
  - 水曜日 - ソラトモリクエストか～ら～のソラキャンバス
  - 木曜日 - この雲、何に見える？OVER THE SKY
  - 金曜日 - 図解 天気のミカタ（解説は下記参照）
  - 土曜日 - お出かけした気分
  - 日曜日 - 五季でゴキゲン ソラキャンバス
- 図解 天気のミカタ（金曜日実施[注釈 21]）

ソラキャンバスを使用し、視聴者（サポーター）に向け、出演者と共に天気図や衛星画像から着目点を探る。
- Google Earth with Weather Reporter

番組開始の午前9時以降に寄せられたリポートを地図上に貼り付け、紹介。
- 雨の日も風の日も いつもここから（～2013年1月）

定点観測しているウェザーリポーターに注目して、ウェザーリポートを紹介する。

## BGM
- 2009年4月 - 2010年4月 : ヨハン・シュトラウス2世『春の声』
- 2010年4月 - 同年11月 : J.S.バッハ『主よ、人の望みの喜びよ』
- 2010年11月 - 現在 : ピョートル・チャイコフスキー『くるみ割り人形より「花のワルツ」』

## ゲスト
| 放送日        | ゲスト                       | 特記事項       |
| ------------- | ---------------------------- | -------------- |
| 2015年11月1日 | 蓬莱大介                     | ライブ中継出演 |
| 2016年8月7日  | 真壁京子・半井小絵・天達武史 | そら博中継     |